# (367436) Siena
(367436) Siena ist ein Asteroid des äußeren Hauptgürtels, der sich zwischen Mars und Jupiter befindet.
Er wurde am 27. September 2008 von den deutschen Amateurastronomen Stefan Karge und Erwin Schwab von der Hans-Ludwig-Neumann-Sternwarte (IAU-Code B01) auf dem Kleinen Feldberg im Taunus aus entdeckt.
Der Asteroid wurde am 18. August 2016 nach der Stadt Siena in der italienischen Toskana benannt. Die historische Altstadt zählt seit 1995 zum UNESCO-Welterbe.